# Lepidagathis sessilifolia
Lepidagathis sessilifolia är en akantusväxtart som först beskrevs av Johann Baptist Emanuel Pohl, och fick sitt nu gällande namn av Kameyama, Wassh. och J.R.I.Wood. Lepidagathis sessilifolia ingår i släktet Lepidagathis och familjen akantusväxter. Inga underarter finns listade i Catalogue of Life.